# Eugen Ewig

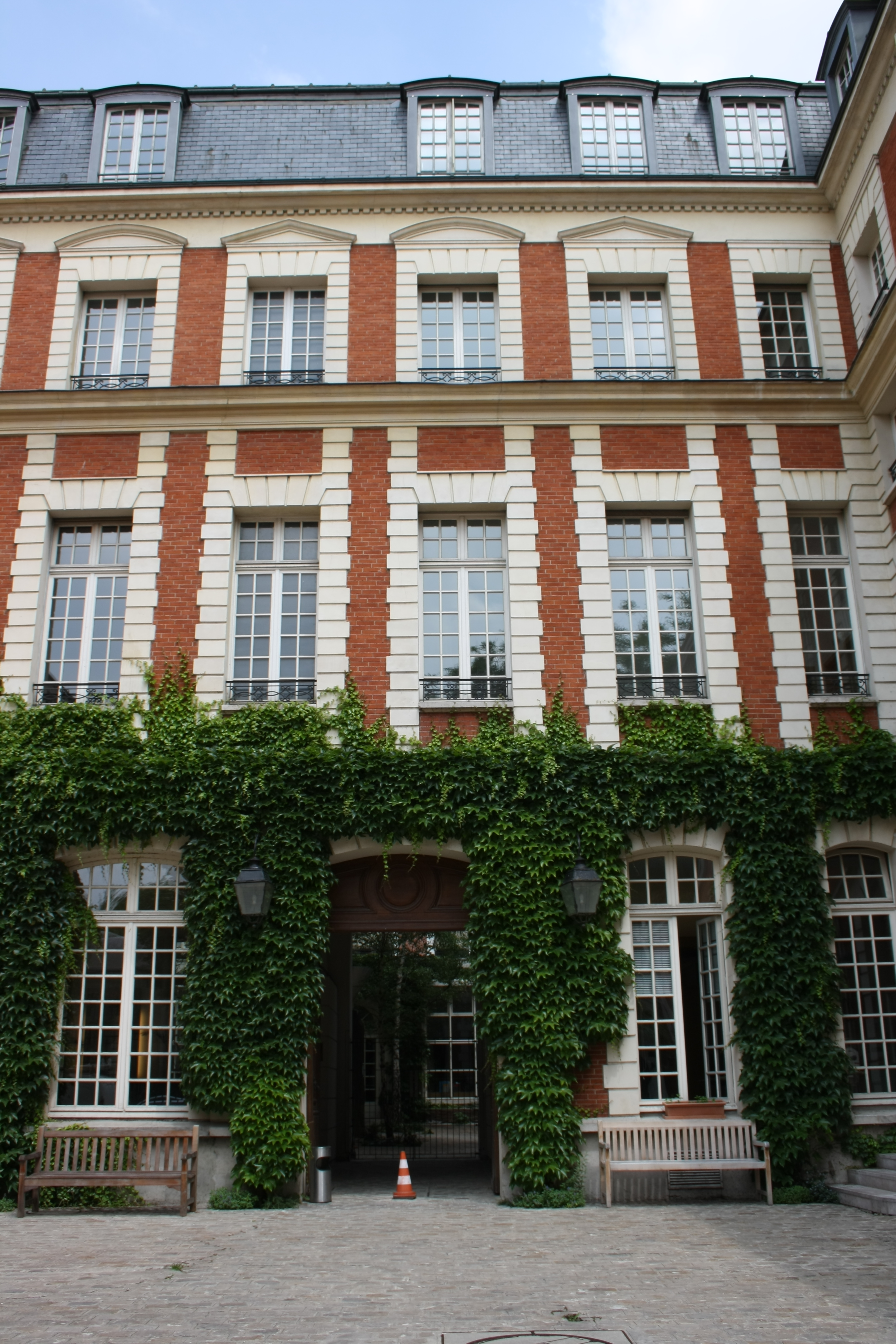
Deutsches Historisches Institut in Paris

Eugen Ewig (Bonn, 18 de maio de 1913 – Bonn, 1 de março de 2006) foi um historiador alemão, que pesquisou a história da Alta Idade Média.
Foi professor de história da Universidade de Mainz e da Universidade de Bonn, reconhecido por especialistas na segunda metade do século XX como o maior conhecedor da dinastia merovíngia. Como após a Segunda Guerra Mundial foi reconhecido como um dos poucos medievalistas alemães que não foram maculados pelo nazismo, pode ter uma função de influência média no processo de aproximação entre a Alemanha e a França. Ewig conseguiu fundar em 1958 a Deutsche Historische Forschungsstelle em Paris, da qual resultou em 1964 o Instituto Histórico Alemão em Paris.

## Obras
Uma lista com as publicações completas de Eugen Ewig pode ser encontrada em: Theo Kölzer, Ulrich Nonn: Schriftenverzeichnis Eugen Ewig. In: Francia, Volume 34/1 (2007), p. 237–244 (online).
- Trier im Merowingerreich. Civitas, Stadt, Bistum. Paulinus-Verlag, Trier 1954. (Nachdruck: Scientia-Verlag, Aalen 1987, ISBN 3-511-00875-1.)
- Die Rheinlande in der fränkischen Zeit (451–919/31). Düsseldorf 1980, ISBN 3-590-34201-3 (Rheinische Geschichte in drei Bänden, Herausgegeben von Franz Petri, Georg Droege, 1/2: Frühes Mittelalter).
- Die Merowinger und das Frankenreich [zuerst 1988]. 5., aktualisierte Auflage. Kohlhammer, Stuttgart 2006, ISBN 978-3-170-19473-1.
- Spätantikes und fränkisches Gallien. Band 1–2: Gesammelte Schriften (1952–1973). Herausgegeben von Hartmut Atsma. Artemis, München 1976 und 1979 (= Beihefte der Francia, Band 3.1 und 3.2); Band 3: Gesammelte Schriften (1974–2007.) Herausgegeben von Matthias Becher, Theo Kölzer und Ulrich Nonn. Thorbecke, Ostfildern 2009 (= Beihefte der Francia, Band 3.3).